# Pedro Mas (peintre)
Ne pas confondre avec le footballeur espagnol Pedro Mas (1943-).
Pour les articles homonymes, voir Mas.
Pedro Mas, né à une date inconnue, et mort le 18 février 1681 à Saint-Jacques-de-Compostelle, est un peintre espagnol.

## Biographie
Pedro Mas travaille à partir de 1653 à la cathédrale de Saint-Jacques-de-Compostelle.
Il meurt le 18 février 1681 à Saint-Jacques-de-Compostelle.